# Тен-Майл
Тен-Майл (англ. Ten Mile River) — река в США, протекающая в Массачусетсе и Род-Айленде. Длина реки — 35 км, площадь водосборного бассейна — 140 км². Вдоль реки расположен национальный рыбоводный завод.
Исток — озеро Сэведж — находится около Плейнвилла (Норфолк), протекает в южном направлении через Род-Айленд и Потакет, а затем впадает в реку Сиконк.
В середине 1990-х годов река была сильно загрязнена, но впоследствии принимались меры по её очищению. Сейчас по-прежнему существуют проблемы с повышенным содержанием токсичных веществ в воде, тем не менее Тен-Майл считается пригодной для рыбной ловли и плаванья.

## Притоки
- Скоттс-Брук
- Бунгай
- Тэчер-Брук
- Лэттлснэйк-Брук
- Семимайл
- Даггетт-Фарм-Брук
- Саут-Брук
- Норт-Брук
- Уайлд
- Хидден-Холлоу-Брук
- Коулс-Брук